# Krzysztof Jaskułowski
Krzysztof Jaskułowski (ur. 18 października 1972 we Wrocławiu) – polski historyk i socjolog zajmuje się dziejami Walii, teorią narodu i nacjonalizmu, integracją europejską, a także antropologią kulturową

## Życiorys
Ukończył historię na Uniwersytecie Wrocławskim. Studiował również stosunki międzynarodowe na Uniwersytecie Walijskim w Aberystwyth. W 2002 roku uzyskał stopień doktora nauk humanistycznych z zakresu historii. Od 2011 roku jest doktorem habilitowanym z zakresu socjologii.

## Działalność naukowa i publikacje
W latach 2002–2009 pracował jako adiunkt w Instytucie Historycznym Uniwersytetu Wrocławskiego. Od 2006 roku zatrudniony jest w Szkole Wyższej Psychologii Społecznej, Wydział Zamiejscowy we Wrocławiu. Od roku 2011 pracuje na stanowisku profesora nadzwyczajnego. Jest członkiem Rady Programowej czasopisma „Sprawy Narodowościowe. Seria Nowa”.
Był stypendystą m.in. Institute for Advanced Studies in the Humanities przy Uniwersytecie Edynburskim, a także John W. Kluge Center w Bibliotece Kongresu Stanów Zjednoczonych w Waszyngtonie.
Opublikował kilkadziesiąt artykułów dotyczących różnych aspektów nacjonalizmu. W 2009 roku jego praca Nacjonalizm bez narodów. Nacjonalizm w koncepcjach anglosaskich nauk społecznych została wyróżniona w programie Monografie Fundacji na rzecz Nauki Polskiej. Wspólnie z Tomaszem Kamusellą redaguje książkową serię Nationalisms Across the Globe publikowaną przez Wydawnictwo Peter Lang. Ostatnio zajmuje się tematyką nacjonalizmu i kultury popularnej.

## Publikacje
Książki autorskie:
- Mityczne przestrzenie nacjonalizmu. Historia i mit w walijskiej ideologii narodowej, Wydawnictwo Adam Marszałek, Toruń 2003, s. 239, ISBN 83-7322-538-2.
- Nacjonalizm bez narodów. Nacjonalizm w koncepcjach anglosaskich nauk społecznych, Seria Monografie Fundacji na rzecz Nauki Polskiej, Wrocław 2009, s. 472, ISBN 978-83-229-3050-2.
- Wspólnota symboliczna. W stronę antropologii nacjonalizmu, Wydawnictwo Naukowe Katedra, Gdańsk 2012, s. 236, ISBN 978-83-63434-03-8.
- Wspólnie z Wojciechem Bursztą, Mariuszem Czubajem, Jackiem Drozdą, Mirosławem Duchowskim, Mirosławem Filiciakiem, Aleksandrą Litorowicz, Piotrem Majewskim, Elżbietą Anną Sekułą, Karoliną Thel Stadion - Miasto - Kultura. Euro 2012 i przemiany kultury polskiej. Święto 2012 Instytut Badań Przestrzeni Publicznej, Warszawa 2012, s.269.
- The Everyday Politics of Migration Crisis in Poland: Between Nationalism, Fear and Empathy, Palgrave Macmillan, Cham 2019, ss.139, ISBN 978-3-030-10456-6.

Redakcja prac zbiorowych:
- (wspólnie z Wojciechem Bursztą i Joanną Nowak), Naród – tożsamość – kultura. Między koniecznością a wyborem, Slawistyczny Ośrodek Wydawniczy, Instytut Slawistyki PAN, Warszawa 2005, s. 372, ISBN 978-83-89191-36-6.
- (wspólnie z Sybillą Bidwell), Spotkania europejskie. Na styku kultur, Wydawnictwo SWPS Academica, Warszawa 2007, s. 112, ISBN 978-83-89281-39-5.
- (wspólnie z Tomaszem Kamusellą, Nationalisms Today, Wydawnictwo Peter Lang, Oxford & Bern 2009, s. 318, ISBN 978-3-03911-883-0.